# マドンナ (漫画)
『マドンナ』は、くじらいいくこによる日本の漫画。『ビッグコミックスピリッツ』（小学館）にて1987年から1992年にかけて連載され、ビッグスピリッツコミックス（小学館）より全22巻が発売された。
作者のくじらいにとっては青年誌への移籍後、2作目となる作品で、新米女性教師が弱小ラグビー部を率いて奮闘するといった内容。連載期間が6年におよぶ人気作品となり、OVA化もされた。くじらいは「取材をして漫画を描く」といった作風を本作品で身に付けたといい、当時について「取材で大学などのラグビー部を訪ねると、『次号はどうなるんですか』と逆に質問される。初めて直接耳にする読者の声に、作家として張り合いを感じた」と語っている。

## あらすじ
新米教師の土門真子が都立牛鍋（うしなべ）工業高校に赴任し、問題児が集まる2年D組の担任となる。女子大生気分の抜けない真子は赴任早々、ヤンキー達からの手荒い洗礼を受けるが、大見得を切って凄んで見せたことをきっかけに一目置かれるようになる。そんな中、校長の口車に乗せられてラグビー部の顧問を務める羽目になる。
大林、赤城山、猫渡、権田といった部員が揃い、強豪の北高との練習試合を迎える。試合は北高が実力差を見せつけて大量リードを奪うも、試合途中から牛鍋一の不良と称される醍醐が加わり、大林とのコンビで1トライを奪う。結果的に101対4と牛鍋が大敗するが、部員達の士気は衰える様子もなく、真子自身も顧問の仕事にやりがいを見出した模様。やがて校長の紹介で元選手の不破がコーチとして加わり、彼から課せられるスパルタ特訓を乗り越えて成長をしていく。
全国高校ラグビー大会東京都予選では牛鍋工は快進撃を続け、北高との決勝戦を迎える。その一方で真子には結婚話が持ち上がり、当初の目的通り結婚即退職の道を選ぶか、部員達と花園を目指すかで当惑する。試合は接戦の末に牛鍋が敗れるが、部員達は「来年こそ真子を花園に連れて行く」とやる気を見せる。
新年度となり牛鍋フィフティーンは、前年度のメンバーに中学東日本代表の力丸、元陸上選手の瀬古らが加わり新たなスタートを切る。が、春季大会では新戦力が噛み合わず、大林が負傷するアクシデントもあり、またもや北高に敗れる。
季節が過ぎて全国高校ラグビー大会都予選を迎えると、北高にリベンジを果たし、修栄高校や久義山高校といった強豪を抑えて2年連続で決勝進出を果たす。一方、不破には恩師が監督を務める青森県の高校へのコーチ就任の誘いが届く。進退を問う真子からの言葉に、不破は「決勝戦が終わるまで待って欲しい」と応じて、大南大二高との決勝当日を迎える。

## 登場人物

### 都立牛鍋工業高校
土門 真子（どもん まこ）
声 - 冨永みーな
本作の主人公。牛鍋工業高校の2年D組の担任とラグビー部の顧問を務める。小妻女子大英文科卒業。教師の仕事を腰掛け程度にしか考えておらず、結婚話があれば即退職する気でいたが、次第に教師としての仕事やラグビーの魅力に引き込まれていく。
大林 義政（おおばやし よしまさ）
声 - 難波圭一
牛鍋工業高校のラグビー部員で、初登場時高校2年、ポジションはスタンドオフ→ナンバー8。
2年D組の問題児の一人。部内では数少ないラグビー経験者で、入部後はチームを牽引する存在となる。兄は大学ラグビー部で活躍する名選手。
不破 明（ふわ あきら）
声 - 若本規夫
元ラグビー選手で、不動産会社の専務兼牛鍋工業高校コーチ。
サングラスをかけた強面の男。高校時代の活躍ぶりから伝説のナンバー8と称されているが、暴力事件を起こしたため競技から退いている。
醍醐 亨一（だいご きょういち）
声 - 塩沢兼人
初登場時高校2年。牛鍋一の不良と称されている。一匹狼的な存在で学校には滅多に登校することはなく、羽田にある倉庫に居ついている。マイナスドライバーを凶器として携帯している。やがて不破の紹介で街の自動車修理工場に住み込みで働くようになる。
赤城山 大介（あかぎやま だいすけ）
声 - 堀川亮
初登場時高校2年。ポジションは右プロップ。2年D組の問題児の一人。坊主頭に丸眼鏡が特徴で、母親や兄弟達もほぼ同じ風貌。
猪又（いのまた）
声 - 山口健
初登場時高校2年。2年D組の問題児の一人。
権田（ごんた）
声 - 小林通孝
初登場時高校2年。ラグビー部のキャプテン。ポジションは左プロップ。
大人しく目立たない性格で、不良の集まる2年D組の中でも浮いた存在。鈍足気味で、不破から課せられる厳しい練習についていけず落伍寸前だった。
猫渡（ねこわたり）
声 - 草尾毅
初登場時高校1年。ポジションはスクラムハーフ。
ナンパが趣味のチャラい男。街中で真子をナンパした際にまったく相手にされなかったことが動機となり、ラグビー部に入部した。
仏坂（ほとけさか）
声 - 田中和実（OVA第1作） / 兄が田中亮一、弟が田中和実（OVA第2作）。
双子の兄弟で、容姿や動作もほぼ同じ。
町田（まちだ）
声 - 平野正人
校長（こうちょう）
声 - ブラザー・トム（OVA第1作） / 池田勝（OVA第2作）
牛鍋工業高校校長。不良の巣窟と化している同校にラグビー部を再建することを目指している。インコのぴーちゃんをかわいがるのが日課。
古手川（こてがわ）
声 - 龍田直樹
牛鍋工業高校の男性教師。眼鏡に長髪、やや肥満気味。ラグビー部のことを冷ややかに見ている。
井之頭 環（いのがしら たまき）
声 - 山口奈々
牛鍋工業高校の女性教師。
力丸 太一（りきまる たいち）
新年度よりラグビー部に入部した選手。中学時代からラグビーを始め、中学東日本代表に選ばれた経験がある。自信家で目立ちたがり屋な面があり、しばしばスタンドプレーを見せる。
瀬古（せこ）
新年度よりラグビー部に入部した選手。中学時代は陸上競技のハイジャンプの選手。長身で細身の体躯。

### 私立北高校
有栖川 真（ありすがわ まこと）
声 - 屋良有作
北高ラグビー部キャプテン。ポジションはナンバー8。
身長195センチ、体重115キロの体躯を有する高校ラグビー界の注目選手。中学時代は不良だった過去があり、醍醐と面識がある模様。
竜崎（りゅうざき）
声 - 田中亮一
大林の中学時代のチームメイト。

### 大南大二高
羽賀（はが）
大南大二高ラグビー部キャプテン。ポジションはナンバー8。
三国（みくに）
大南大二高を長年率いる老監督。

### その他
花八木 高史（はなやぎ たかし）
声 - 沢木郁也
焼き鳥屋の店主。元ラグビー日本代表選手。
不破とは高校時代のチームメイトで、現役時代は「ロックの花八木」と称された。不破がコーチを務めている縁で、牛鍋工業高校の面々のよき相談相手となり、試合にも頻繁に駆けつける。また、フォワード強化のため権田や赤城山らをビール瓶運びのアルバイトに雇っている。
ゲンさん
声 - 永井一郎
ラグビー通を名乗る着物にステテコ姿の老人。当初は牛鍋工業を侮っていたが、不破がコーチを務めていることもあって熱心なファンとなる。ただし、ファンとなった後も「ぎゅうなべ」と誤読を続けている。
大林 政一（おおばやし せいいち）
大林義政の兄で、M大学ラグビー部に所属。弟がラグビーを再び始めたことに安堵している様子。

## 書誌情報
- くじらいいくこ 『マドンナ』 小学館〈ビッグコミックス〉、全22巻
  1. 炎のティーチャー 1987年7月30日発売 ISBN 4-09-181411-5
  2. コマンド・マコ 1987年8月29日発売 ISBN 4-09-181412-3
  3. 哀愁のFuck you! 1987年12月17日発売 ISBN 4-09-181413-1
  4. マコと野獣 1988年2月29日発売 ISBN 4-09-181414-X
  5. 愛と青春のキック・オフ 1988年5月30日発売 ISBN 4-09-181415-8
  6. しあわせよサヨナラ 1988年8月30日発売 ISBN 4-09-181416-6
  7. 狼たちが目を覚ます 1988年11月30日発売 ISBN 4-09-181417-4
  8. 17人の花園 1989年1月30日発売 ISBN 4-09-181418-2
  9. ノーサイドで決めろ! 1989年5月30日発売 ISBN 4-09-181419-0
  10. 走れ! うしなべ 1989年8月30日発売 ISBN 4-09-181420-4
  11. 嵐のロスタイム 1989年11月30日発売 ISBN 4-09-182161-8
  12. 甦ったナンバー8 1990年2月28日発売 ISBN 4-09-182162-6
  13. 花園で会おう! 1990年5月30日発売 ISBN 4-09-182163-4
  14. ボールの気持ち 1990年8月30日発売 ISBN 4-09-182164-2
  15. 心のパス 1990年11月30日発売 ISBN 4-09-182165-0
  16. ハートのある奴 1991年2月28日発売 ISBN 4-09-182166-9
  17. ゲームの達人 1991年6月29日発売 ISBN 4-09-182167-7
  18. 1分しかない!! 1991年10月30日発売 ISBN 4-09-182168-5
  19. ずっと見つめてる 1992年1月30日発売 ISBN 4-09-182169-3
  20. まだミジュクモン 1992年4月30日発売 ISBN 4-09-182170-7
  21. 醍醐がいる!? 1992年6月30日発売 ISBN 4-09-182871-X
  22. 夢はかなう! 1992年8月29日発売 ISBN 4-09-182872-8

## OVA

### 第1作
『マドンナ 炎のティーチャー』のタイトルで1988年3月25日発売。実制作はスタジオジュニオ（現・ジュニオ ブレイン トラスト）。真子が牛鍋工業高校に赴任する所からラグビー部が活動を開始し、北高との練習試合に挑むまでのアニメ化。校長役などの声優としてバブルガム・ブラザーズが起用された。
キャスト
- 教頭 - 永井一郎
- 金丸 - 塩屋浩三
- 本多 - 堀秀行
- 桃子 - 江森浩子
- 女生徒 - 半谷きみえ、鈴木砂織、萩森順子
- コーチ - ブラザー・コーン

スタッフ
- 原作：くじらいいくこ（小学館「週刊ビッグコミックスピリッツ」連載）
- 企画：吉田達
- 監督：永丘昭典
- 企画協力：「週刊ビッグコミックスピリッツ」編集部
- プロデューサー：高橋尚子、栗山富郎
- 脚本：岡村香織
- キャラクターデザイン・作画監督：前田実
- 美術監督：河野次郎
- 撮影監督：石川欣一
- 主題歌：バブルガム・ブラザーズ
- スペシャルゲストミュージシャン：本田美奈子
- 製作担当：岩崎哲也
- サウンドトラックプロデュース：三宅明夫（株式会社ワンダーシティ）
- 音楽担当：篠田元一
- 音楽プロデューサー：矢作樹久麿
- チーフアニメーター：江口摩吏介
- 色指定：助友克江
- 特殊効果：橋爪朋二
- 撮影：山口仁、松村康弘
- 編集：花井正明
- ネガ編集：岡田泉
- 音響監督：三間雅文
- 録音：市川修
- 録音助手：宮下義和
- 音響効果：福島音響
- 助監督：神戸守
- コーディネーター：佐々木章
- アドバイザー：立川義剛（小学館「週刊ビッグコミックスピリッツ」）
- 録音スタジオ：タバック
- 現像：東映化学
- 製作協力：東映動画
- 製作：東映ビデオ、青二企画、スタジオジュニオ

テーマソング
テーマ曲「DO YOU REMEMBER?」
作詞：小林和子、作曲：西木栄二、編曲：大村憲司、歌：本田美奈子
主題歌「涙・街角・イルミネイション」
作詞：松本一起、作曲：後藤次利、編曲：伊藤銀次、歌：バブルガム・ブラザーズ
映像ソフト
- 『マドンナ 炎のティーチャー』 1988年3月25日発売 VHS:TE-M620

### 第2作
『マドンナ2 愛と青春のキック・オフ』のタイトルで1989年6月23日発売。実制作は前作に続いてスタジオジュニオが担当。夏合宿から不破コーチによる特訓を経て、全国高校ラグビー大会東京都予選に挑むまでのアニメ化。主題歌には早見優が起用された。
キャスト
- ヤスさん - 塩屋浩三
- ヤクザ - 中田和宏
- チアリーダー - 萩森順子、長峰ゆか、津川薫

スタッフ
- 企画：高橋尚子
- 企画協力：「週刊ビッグコミックスピリッツ」編集部
- 原作：くじらいいくこ（小学館「週刊ビッグコミックスピリッツ」連載）
- プロデューサー：佐々木章、栗山富郎
- 監督：永丘昭典
- 脚本：岡村香織
- キャラクターデザイン・作画監督：前田実
- 美術監督：河野次郎
- 撮影監督：沖野雅英
- 製作担当：岩崎哲也
- 音楽：山崎稔
- 音楽プロデューサー：細井虎雄
- 色指定・仕上検査：前田剛弘
- 特殊効果：中島正之
- 編集：鶴渕和子
- 音響監督：三間雅文
- 録音：東京テレビセンター
- 音響効果：柴崎憲治（サウンドボックス）
- 助監督：神戸守
- タイトル：高具秀雄、田上淑子
- アドバイザー：奥山豊彦（小学館「週刊ビッグコミックスピリッツ」）
- 宣伝担当：三宅澄二
- 現像：東映化学
- 製作協力：東映動画、スタジオジュニオ
- 製作：東映ビデオ、青二企画

テーマソング
主題歌「毎日がHONEY MOON -Never Gonna Break Us Up」
作詞：石川あゆ子、作曲：JOHNNY GOODSON、JUDI GOODSON、編曲：奈良部匠平、歌：早見優
挿入歌「BAD BOY」
作詞：吉元由美、作曲：羽田一郎、編曲：和泉一弥、歌：早見優
映像ソフト
- 『マドンナ2 愛と青春のキック・オフ』 1989年6月23日発売 VHS:VRTM-00015

サントラCD
- 『マドンナ2 愛と青春のキック・オフ オリジナル・サウンド・トラック』 東芝EMI、1989年6月21日発売 CD:25TT-2215